# 혁신동 (전주시)
혁신동(革新洞)은 전북특별자치도 전주시 덕진구의 서남부에 위치한 행정동이다. 전북 혁신도시와 만성지구가 조성된 신도시 지역으로, 서쪽에 이웃한 완주군 이서면의 혁신도시 지역(특히 갈산리)과 사실상 하나의 도심을 이루고 있다.

## 연혁
- 1987년 1월 1일 : 완주군 조촌읍(장동리, 만성리 등)이 전주시로 편입돼 동산동(법정동: 장동, 만성동 등), 조촌동 설치[1]
- 1990년 8월 1일 : 완주군 이서면 중리, 상림리가 전주시 완산구 효자2동에 편입(법정동: 중동, 상림동)

→ 1992년 3월 26일 효자3동 → 1996년 9월 1일 효자4동
- 2014년 1월 2일 : 혁신도시 민원센터 설치
- 2018년 7월 1일 : 덕진구 장동 일부, 만성동 일부와 완산구에서 편입된 중동을 관할로 덕진구 혁신동 신설
- 2023년 6월 30일 : 여의동에서 만성동(온고을로 북쪽 제외) 편입

## 주요 시설
- 농촌진흥청 (중동)
- 국민연금공단 (만성동)
- 한국국토정보공사 (중동)
- 한국농수산대학교 (중동)
- 전북지방환경청 (중동)
- 전북개발공사 (장동)
- 한국출판문화산업진흥원 (장동)
- 전주지방법원 (만성동)
- 전주지방검찰청 (만성동)
- JTV (만성동)
- 전북교통방송 (만성동)
- 혁신파출소 (장동)
- 혁신동 주민센터 (장동)
- 전주장동우체국 (장동)
- 전북특별자치도 도시재생지원센터 (장동)
- 전북연구개발특구본부 (장동)

## 교육
- 초등학교
  - 전주만성초등학교 (중동)
  - 전주온빛초등학교 (장동)
  - 전주양현초등학교 (만성동)
- 중학교
  - 전주온빛중학교 (장동)
  - 전주양현중학교 (만성동)
  - 전주만성중학교 (중동)
- 고등학교
  - 양현고등학교 (장동)

## 아파트
| 단지명                                 | 건설사                    | 시행사           | 주소                        | 입주        | 비고 |
| -------------------------------------- | ------------------------- | ---------------- | --------------------------- | ----------- | ---- |
| 전북혁신도시 호반베르디움 더 클래스 I  | 호반건설                  | 티에스리빙㈜     | 덕진구 출판로 87 (장동)     | 2014년 6월  |      |
| 전북혁신도시 호반베르디움 더 클래스 II | 호반건설                  | ㈜호반리빙       | 덕진구 오공로 100 (중동)    | 2014년 9월  |      |
| 전북혁신도시 호반베르디움 더 센트럴 I  | 호반건설 호반건설산업㈜   | 호반건설산업㈜   | 덕진구 틀못1길 15 (장동)    | 2016년 6월  |      |
| 전북혁신도시 호반베르디움 더 센트럴 II | 호반건설 호반건설산업㈜   | 호반건설산업㈜   | 덕진구 출판로 69 (장동)     | 2016년 6월  |      |
| 전북혁신도시 호반베르디움              | 호반베르디움㈜            | ㈜죽헌개발       | 덕진구 오공로 71 (중동)     | 2013년 12월 |      |
| 전북혁신도시 우미린 1단지              | 우미건설                  | ㈜서령개발       | 덕진구 오공로 70 (중동)     | 2013년 12월 |      |
| 전북혁신도시 우미린 2단지              | 우미건설                  | (유)한백종합건설 | 덕진구 틀못4길 17 (장동)    | 2013년 12월 |      |
| 전북혁신도시 중흥 S-클래스             | 중흥토건㈜                | 다원개발㈜       | 덕진구 틀못3길 16 (장동)    | 2016년 10월 |      |
| 만성법조타운 중흥 S-클래스 더퍼스트    | 중흥토건㈜                | ㈜중흥에스클래스 | 덕진구 만성로 150 (만성동)  | 2018년 7월  |      |
| 만성법조타운 골드클래스                | 보광건설㈜ ㈜보광종합건설 | ㈜골드클래스     | 덕진구 만성로 181 (만성동)  | 2018년 2월  |      |
| 만성 시티프라디움                      | 시티건설㈜ 중흥건설㈜     | ㈜뉴시티건설     | 덕진구 만성동로 47 (만성동) | 2019년 1월  |      |
| 만성 제일풍경채                        | 제일건설㈜                | 제이제이건설㈜   |                             | 2018년 2월  |      |